# Gomphia densiflora
Gomphia densiflora är en tvåhjärtbladig växtart som först beskrevs av De Wild. och T.Durand, och fick sitt nu gällande namn av Bernard Verdcourt. Gomphia densiflora ingår i släktet Gomphia och familjen Ochnaceae. Inga underarter finns listade i Catalogue of Life.